# Тубільцівська сільська рада
Тубільцівська сільська́ ра́да — адміністративно-територіальна одиниця та орган місцевого самоврядування в Черкаському районі Черкаської області. Адміністративний центр — село Тубільці.

## Загальні відомості
- Населення ради: 2 913 особи (станом на 2001 рік)

## Населені пункти
Сільській раді підпорядковані населені пункти:
- с. Тубільці
- с. Березняки
- с. Хрещатик
- с. Первомайське

## Склад ради
Рада складається з 20 депутатів та голови.
- Голова ради: Шафікова Надія Антонівна
- Секретар ради: Макаренко Валентина Анатоліївна

### Керівний склад попередніх скликань
| Прізвище, ім'я, по батькові | Основні відомості                                                         | Дата обрання | Дата звільнення |
| --------------------------- | ------------------------------------------------------------------------- | ------------ | --------------- |
| Шафікова Надія Антонівна    | Сільський голова, 1954 року народження, освіта вища                       | 26.03.2006   | 31.10.2010      |
| Шафікова Надія Антонівна    | Сільський голова, 1954 року народження, освіта вища, член Партії регіонів | 31.10.2010   |                 |

Примітка: таблиця складена за даними сайту Верховної Ради України

### Депутати
За результатами місцевих виборів 2010 року депутатами ради стали:

#### За суб'єктами висування
| Суб'єкт висування                                       | Кількість обраних депутатів | %  |
| ------------------------------------------------------- | --------------------------- | -- |
| Самовисування                                           | 13                          | 65 |
| Партія регіонів                                         | 5                           | 25 |
| Народна партія                                          | 1                           | 5  |
| Політична партія Всеукраїнське об'єднання «Батьківщина» | 1                           | 5  |

#### За округами
| № округу                                                | Прізвище, ім'я, по батькові     | Дата визнання обраним | Освіта  | Партійна приналежність | Відомості про обраного депутата                                      |
| ------------------------------------------------------- | ------------------------------- | --------------------- | ------- | ---------------------- | -------------------------------------------------------------------- |
| Народна Партія                                          |                                 |                       |         |                        |                                                                      |
| 2                                                       | Макаренко Наталія Іванівна      | 03.11.2010            | середня | член Народної партії   | тимчасово не працює                                                  |
| Партія регіонів                                         |                                 |                       |         |                        |                                                                      |
| 1                                                       | Макаренко Валентина Анатоліївна | 03.11.2010            | вища    | член Партії регіонів   | Тубільцівська сільська рада, секретар                                |
| 5                                                       | Нечепоренко Людмила Миколаївна  | 03.11.2010            | вища    | член Партії регіонів   | Тубільці сільська рада, діловод                                      |
| 8                                                       | Соломаха Галина Олександрівна   | 03.11.2010            | вища    | член Партії регіонів   | ФП с. Хрещатик, завідувачка                                          |
| 16                                                      | Михайленко Василь Іванович      | 03.11.2010            | вища    | член Партії регіонів   | СТОВ ім. Шевченка, заст.директора по режиму                          |
| 19                                                      | Маломуж Володимир Григорович    | 03.11.2010            | вища    | позапартійний          | ТОВ «Славія-М», директор                                             |
| Політична партія Всеукраїнське об'єднання «Батьківщина» |                                 |                       |         |                        |                                                                      |
| 9                                                       | Соломаха Наталія Миколаївна     | 03.11.2010            | вища    | позапартійна           | сільськабібліотека с. Первомайське, завідувачка                      |
| Самовисування                                           |                                 |                       |         |                        |                                                                      |
| 3                                                       | Безверхий Сергій Васильович     | 03.11.2010            | вища    | позапартійний          | ПП Безверхий С. В., пП                                               |
| 4                                                       | Завгородній Роман Васильович    | 03.11.2010            | вища    | позапартійний          | пенсіонер                                                            |
| 6                                                       | Малюх Надія Петрівна            | 03.11.2010            | вища    | позапартійна           | Тубільці сільська рада, начальник ВУС                                |
| 7                                                       | Кравченко Катерина Іванівна     | 03.11.2010            | вища    | позапартійна           | тимчасово не працює                                                  |
| 10                                                      | Шепіль Віктор Михайлович        | 03.11.2010            | вища    | позапартійний          | ДП "Черкаське ЛГ Мошнівського лісництва ", майстер                   |
| 11                                                      | Охота Микола Іванович           | 03.11.2010            | вища    | позапартійний          | Тубільці сільська рада, землевпорядник                               |
| 12                                                      | Сідорова Наталія Олександрівна  | 03.11.2010            | середня | позапартійна           | ФП с. Первомайське, молодша медична сестра                           |
| 13                                                      | Маринчак Тетяна Михайлівна      | 03.11.2010            | вища    | позапартійна           | загальноосвітня школа с. Тубільці, заст.директора по виховній робрті |
| 14                                                      | Люльченко Михайло Андрійович    | 03.11.2010            | вища    | член Партії регіонів   | тимчасово не працює                                                  |
| 15                                                      | Коваленко Олеся Василівна       | 03.11.2010            | вища    | позапартійна           | загальноосвітня школа с. Тубільці, керівник гуртка «ДПМ»             |
| 17                                                      | Хуторний Анатолій Васильович    | 03.11.2010            | середня | позапартійний          | ДП «Перемога Нова», оператор                                         |
| 18                                                      | Макаренко Валерій Іванович      | 03.11.2010            | вища    | позапартійний          | тимчасово не працює                                                  |
| 20                                                      | Бойко Андрій Тимофійович        | 03.11.2010            | середня | позапартійний          | ГДОТ «Компас Парк», завгосп                                          |

## Природно-заповідний фонд
На землях сільради розташовано загальнозоологічний заказник місцевого значання «Плавучий».